# Cristianesimo in Kazakistan
Il cristianesimo in Kazakistan è la seconda religione più diffusa nel Paese. Secondo i dati del censimento del 2009, la maggioranza della popolazione del Kazakistan (circa il 70%) è di religione islamica. I cristiani rappresentano circa il 26% della popolazione; il 3% circa della popolazione non segue alcuna religione e il restante 1% segue altre religioni.
La costituzione del Kazakistan sancisce la separazione tra stato e religione e prevede la libertà di religione, che comprende quella di non seguire alcuna religione. La libertà religiosa può essere esercitata entro i limiti stabiliti dalla legge. Le organizzazioni religiose devono registrarsi e possono farlo a livello locale, regionale o nazionale, a seconda del numero di aderenti e della diffusione geografica. L'attività esercitata da gruppi non registrati è considerata illegale. La legge proibisce l'incitamento all'odio religioso. I gruppi religiosi considerati estremisti possono essere banditi. Il materiale religioso da importare e distribuire deve essere preventivamente sottoposto al Comitato nazionale per gli Affari Religiosi (CRA). Nella scuola pubblica è vietato l'insegnamento della religione, che può essere impartito in forma di doposcuola nelle sedi di gruppi religiosi registrati. La legge proibisce di tenere cerimonie religiose in edifici governativi, compresi quelli delle Forze armate. I gruppi religiosi non possono costituire partiti politici.

## Confessioni cristiane presenti
La maggioranza dei cristiani del Kazakistan sono ortodossi (circa il 24% della popolazione); i cattolici rappresentano circa l'1,5% della popolazione e i protestanti circa lo 0,5%.

### Chiesa ortodossa
La Chiesa ortodossa è presente in Kazakistan con la Chiesa ortodossa russa, a cui aderisce la maggioranza dei cittadini kazaki di origine russa, bielorussa e ucraina. Dal punto di vista canonico, la Chiesa ortodossa in Kazakistan costituisce un Distretto metropolitano della Chiesa ortodossa russa, che raggruppa 10 eparchie.

### Chiesa cattolica
La Chiesa cattolica è presente nel Paese con 1 sede metropolitana (l'arcidiocesi di Maria Santissima in Astana), 2 diocesi suffraganee e 1 amministrazione apostolica. 

### Protestantesimo
Il protestantesimo è arrivato in Kazakistan dopo il 1880, con la migrazione dalla Russia di alcune comunità protestanti. Nella seconda metà degli anni cinquanta del Novecento, la principale comunità protestante in Kazakistan era costituita da luterani di origine tedesca; erano inoltre presenti battisti, mennoniti e avventisti. Dopo l'indipendenza del Paese in seguito alla dissoluzione dell'Unione Sovietica, sono arrivati in Kazakistan missionari protestanti dagli Stati Uniti d'America e dalla Corea del Sud, che hanno fondato numerose chiese presbiteriane e pentecostali.
Le principali denominazioni protestanti presenti in Kazakistan sono le seguenti:
- Chiesa evangelica luterana nella Repubblica del Kazakistan: affiliata alla Chiesa evangelica luterana in Russia, Ucraina, Kazakistan e Asia centrale, comprende 50 congregazioni e conta circa 2.500 membri;[5]
- Unione delle Chiese evangeliche cristiane battiste del Kazakistan: comprende 290 chiese e conta circa 11.000 membri;[6]
- Chiesa cristiana avventista del settimo giorno: è presente nel Paese con due missioni, la Missione del Kazakistan settentrionale e la Missione del Kazakistan meridionale, che insieme comprendono 43 chiese e circa 2.300 membri.[7][8]

### Altre denominazioni cristiane
Fra i cristiani di altre denominazioni, sono presenti la Chiesa di Gesù Cristo dei Santi degli Ultimi Giorni (i Mormoni) e i Testimoni di Geova.